# 七曲がり (滋賀県)

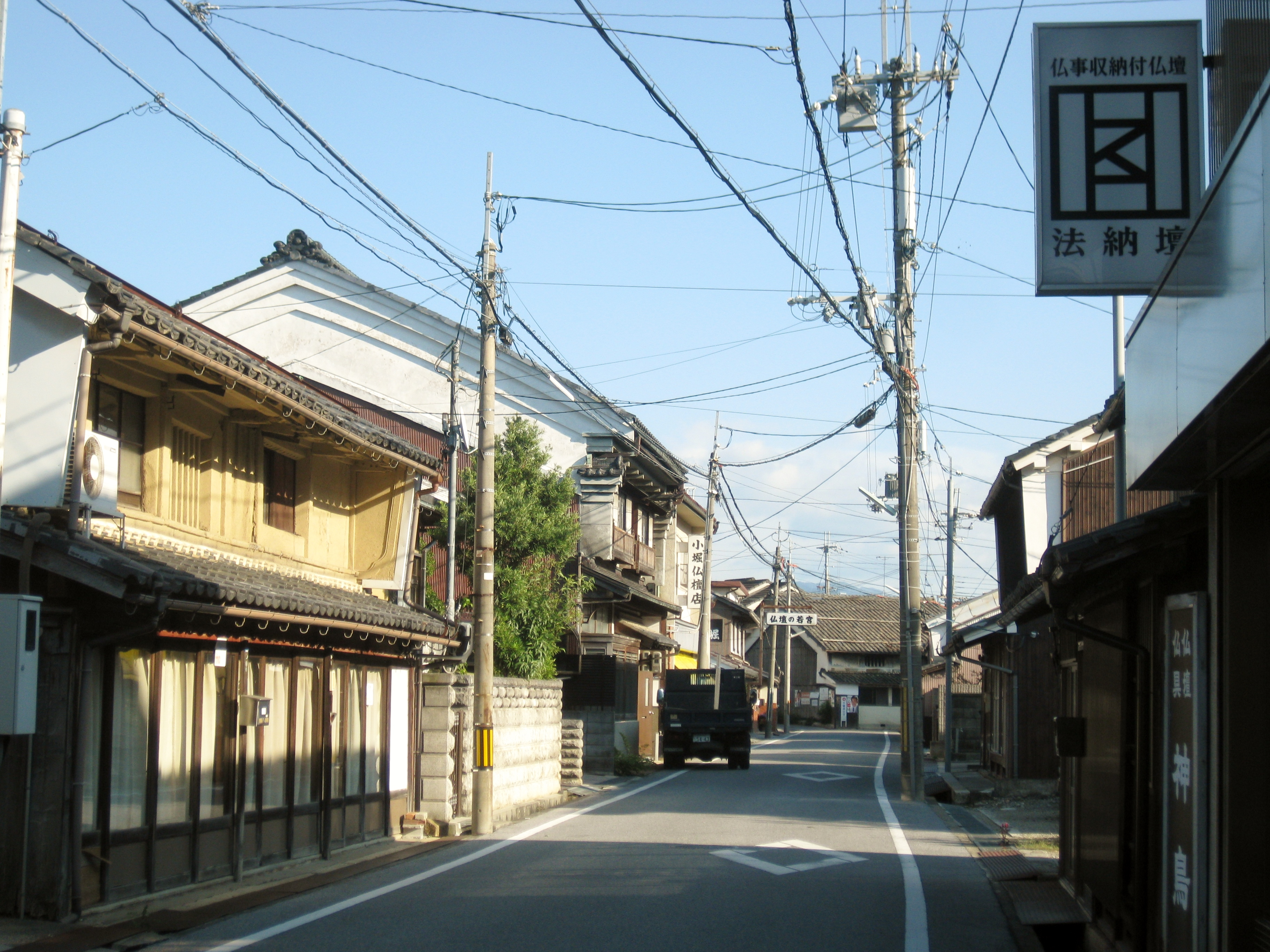
七曲がりの町並み。

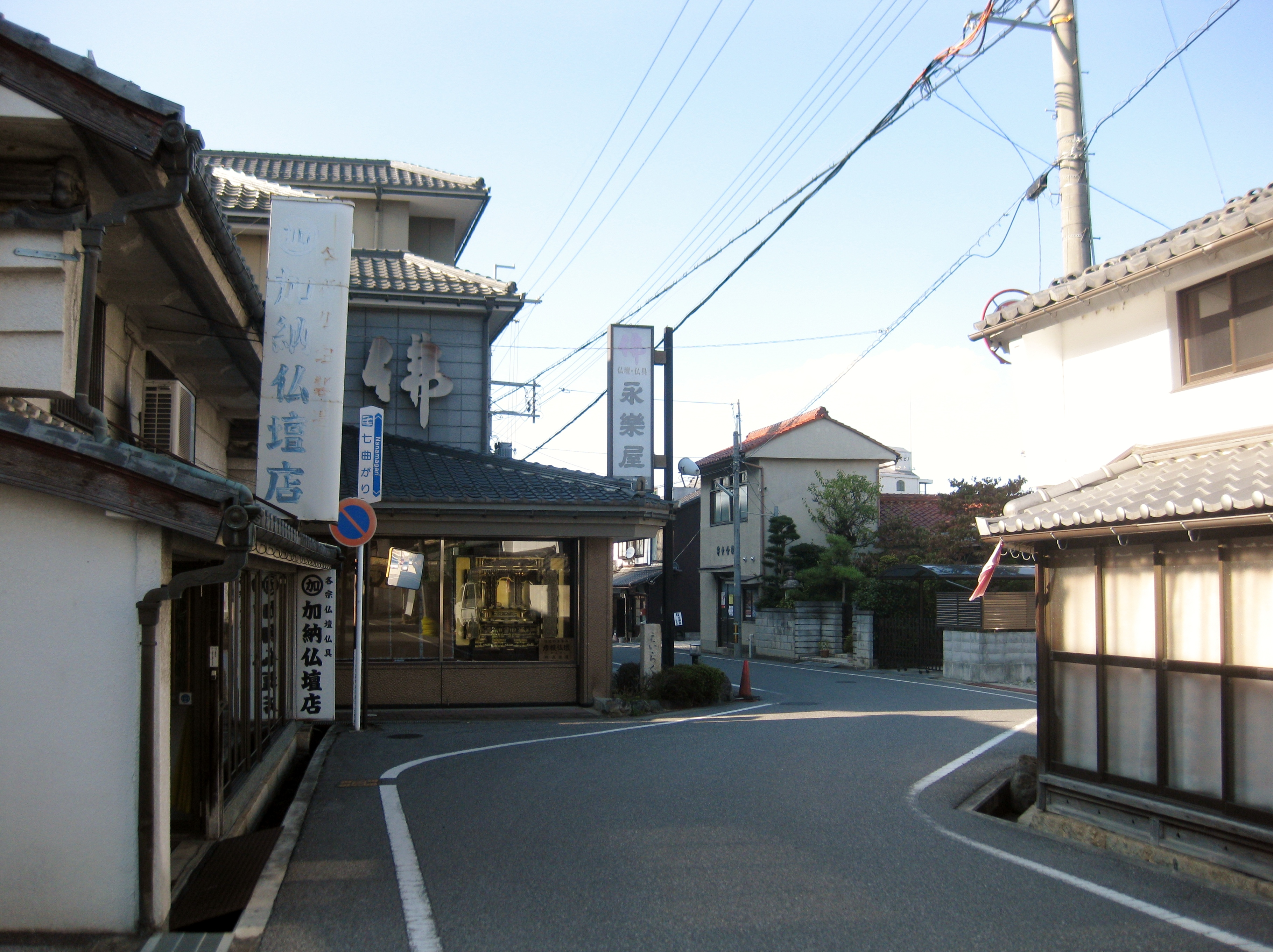
七曲がりの町並み。道が曲がりくねっていることがよく分かる。

七曲がり（ななまがり）は滋賀県彦根市大橋町・新町・芹川町・芹中町の4町を縦断する通りの名称。全線が滋賀県道207号橋向東沼波線に指定されている。彦根仏壇の専門店が軒を連ね、七曲がり仏壇街とも称される。

## 概要
名前の由来は、道を七回曲がらないと目的地に到着しないことから名付けられた。中山道から彦根城下に通じる道として、城へ容易に到着できないように当時道路を警備面から整備したものである。
仏壇街としての起こりは、江戸期に武器・武具作りを生業としていた職人が仏壇・仏具製造に転向してこの地で暮らしたのが始まりである。彦根仏壇は実用品としてだけではなく、伝統工芸品としての評価も高く、彦根市の地場産業としても重要な位置を占めている。現在は19店の仏壇・仏具店が軒を連ねている。

## マスコットキャラクター
- しまさこにゃん - ひこね「街の駅」戦国丸（花しょうぶ通り商店街、彦根市河原町）のマスコットキャラクター。島左近が猫に転生したもので、400年前から七曲がり仏壇街の古い蔵にひそかに暮らしていたという設定。

## アクセス
- 近江鉄道本線 彦根口駅またはひこね芹川駅より徒歩10分。